# مسجد ملک زوزن
مسجدملک زوزن مربوط به سدهٔ ۷ ه.ق است و در شهرستان خواف، بخش جلگه زوزن ـ روستای متروکه واقع شده و این اثر در تاریخ ۲۰ بهمن ۱۳۱۸ با شمارهٔ ثبت ۳۴۰ به‌عنوان یکی از آثار ملی ایران به ثبت رسیده است.
مسجد زیبا و منحصر به فرد ملک زوزن با معماری به سبک اسلامی خود ، به مدت ۹۰۰ سال است که در یک دشت سوزان سرپا ایستاده است و به راحتی هرچه تمام تر می‌تواند چشمان بیننده‌ی هنردوستان و عاشقان گردشگری را به سوی خود جذب می‌کند. کاشی‌های لعابی به رنگ‌های لاجوردی و فیروزه‌ای آن زبان هر فردی را به تحسین می‌گشاید . شوربختانه امروز از این اثر فاخر چیزی جز دو ایوان جدای از هم باقی نمانده است.  پایه های اصلی ایوان ها مربعی غول آسا است و قالب آجرهای به کار رفته در این اثر تاریخی ۲۵ در ۳۵ سانتی متر است؛ این مسجد یکی از قدیمی ترین بناهای ایرانی است که در تزئین نمای خارجی آن از کاشی هایی دو رنگ بهره گرفته شده است
این مسجد یکی از قدیمی ترین بناهای ایرانی است که در تزیین نمای خارجی آن از کاشی هایی دو رنگ استفاده شده و بنا به دلایلی برخی از محققان این مسجد را متعلق به کاخ ملک زوزن می دانند؛ “قوام الدین موید الملک ابوبکر علی الزوزنی یکی از رجال نامدار دوران سلطنت خوارزمشاه است، علاء الدین محمد بن تکش که از ۵۹۶ تا ۶۱۷ هجری قمری سلطنت کرده بود هنگامی که ایالت کرمان به نام خوارزمشاه فتح شد ملک زوزن حکمران آن جا شد و چند سال بعد درگذشت، او در زوزن یک قصر باشکوه بنا کرد.